# Валанс (футбольний клуб)
«Валанс» (фр. ASOA Valence) — французький футбольний клуб з однойменного міста, заснований 1920 року. Приймав своїх суперників на «Стад Жорж Помпіду», що вміщує 12,500 глядачів. 2005 року клуб через фінансові проблеми припинив існування і на його основі було створено новий клуб, відомий зараз як «Олімпік» (Валанс).

## Історія
Клуб був заснований в 1920 році вірменами, які втекли від геноциду, здійсненого турками в 1915 році. Велика громада вірменів оселилися у Валансі і створили команду УСЖОА (Валанс), в повній назві якої (фр. Union sportive de la Jeunesse d'origine arménienne de Valence) була згадка про вірменське походження команди. Газон регулярно благословляв диякон Вірменської Апостольської Церкви.
Клуб довгий час перебував у тіні сусіднього ФК «Валанса». У вісімдесятих роках УСЖОА продовжував грати в нижчих регіональних серіях, але потім почав швидко набирати силу і в 1986 році клуб вийшов до третього дивізіону, де також грав ФК «Валанс». Після ряду сезонів у третьому дивізіоні у 1992 році команда УСЖОА виграла свою групу і кваліфікувалась до Дивізіону 2, отримавши таким чином професіональний статус. Тоді ж для посилення команди УСЖОА та ФК «Валанс» об'єднались в одну, яка отримала назву АСОА (Валанс) (фр. Association sportive d'origine arménienne de Valence).
У другому дивізіоні клуб виступав до 2000 року, а потім у 2002—2004 роках. 2005 року команда знову отримала право на виступи у Лізі 2, втім перед початком нового сезону не була допущена через фінансові проблеми і розпущена. На основі клубу було створено нову аматорську команду АС «Валанс» (фр. Association sportive de Valence), яка згодом отримала назву «Олімпік» (Валанс).